# Sandra Saakasjvili-Roelofs
Sandra Elisabeth Saakasjvili-Roelofs (georgiska: სანდრა ელისაბედ სააკაშვილი-რულოვსი), född 23 december 1968 i Terneuzen, Nederländerna, var Georgiens första dam 2003-2013 och fru till landets forne  president Micheil Saakasjvili. Roelofs blev georgisk medborgare i januari 2008 och är nu nederländsk-georgisk medborgare.